# Campeonato Asiático de Hockey sobre Patines de 2016
El XVII Campeonato Asiático de Hockey sobre Patines se celebró en la ciudad china de Lishui entre el 23 y el 28 de noviembre de 2016 con la participación de cuatro Selecciones nacionales masculinas de hockey patines, dentro de los Campeonatos de Asia de Patinaje, junto a los respectivos campeonatos asiáticos de otras modalidades de este deporte como el hockey en línea, freestile, patinaje de velocidad y patinaje artístico.
En esta edición no se disputó el campeonato en su modalidad femenina, que se venía celebrando en las nueve anteriores ediciones, ni en la modalidad masculina júnior que también se había disputado en la edición anterior.

## Equipos participantes
Participaron las mismas cuatro selecciones nacionales que habían disputado el anterior campeonato de 2014.
| Macao (1)  |
| Taiwán (2) |
| Japón (3)  |
| India (4)  |

## Resultados
El campeonato se disputó mediante sistema de liga a doble vuelta entre todos los participantes, obteniendo tres puntos el ganador de cada partido, dos puntos el ganador (*) de la tanda de penaltis en caso de empate, un punto el derrotado en la tanda de penaltis, y cero puntos el perdedor del partido.
|        | MAC | IND | TPE  | JPN  |
| ------ | --- | --- | ---- | ---- |
| Macao  | –   | 8–4 | 8*–8 | 6–5  |
| India  | 5-4 | –   | 12–9 | 3*–3 |
| Taiwán | 4-9 | 6-5 | –    | 9–6  |
| Japón  | 5-6 | 3-2 | 7-4  | –    |

## Clasificación final
| Equipo | Pts | PJ | PG | PE | PP | GF | GC | DG |
| ------ | --- | -- | -- | -- | -- | -- | -- | -- |
| Macao  | 14  | 6  | 4  | 1  | 1  | 42 | 31 | 11 |
| India  | 8   | 6  | 2  | 1  | 3  | 32 | 33 | -1 |
| Japón  | 7   | 6  | 2  | 1  | 3  | 29 | 31 | -2 |
| Taiwán | 7   | 6  | 2  | 1  | 3  | 40 | 48 | -8 |

| Predecesor: Campeonato Asiático 2014 | Campeonato Asiático de Hockey sobre Patines 2016 | Sucesor: Campeonato Asiático 2018 |

- Datos: Q27866277